# GEOsfera Jaworzno
GEOsfera Jaworzno, celým polským názvem Ośrodek Edukacji Ekologiczno-Geologicznej GEOsfera (česky lze přeložit jako středisko ekologicko-geologického vzdělávání GEOsfera), je zábavní park/geologický park, vzdělávací centrum, botanická zahrada a muzeum se zaměřením převážně na geologii. Nachází se ve v zaniklém vápencovém lomu Sadowa Góra v městském obvodu Szczakowa i Pieczyska města a městského okresu Jaworzno ve Slezském vojvodství v geologickém mezoregionu Pagóry Jaworznickie v Polsku.

## Historie místa
V důsledku hornické činnosti byly při těžbě vápence odkryty vrstvy obsahující četné kosterní pozůstatky prehistorické fauny a doklady fosilních záznamů silných tropických hurikánů. To následně vedlo až k založení parku GEOsfera Jaworzno v roce 2014.

## Popis parku
Kromě abiotické části jsou zde i cenné rostlinné sbírky botanické zahrady. Park je založen s důrazem na vazbu mezi všemi prvky přírodního prostředí a environmentální výchovu. Jsou zde také umístěny informační panely s popisy v Braillově písmu. Park má zázemí pro pořádání uměleckých a rekreačních akcí (multimediální místnost, amfiteátr, gril, dětské hřiště, pláž, gradovna aj.). Noční osvětlení parku umožňuje vstup bez časového omezení. Ochrana parku je zařízena také video monitoringem. GEOsfera je celoročně volně přístupná.

## Galerie

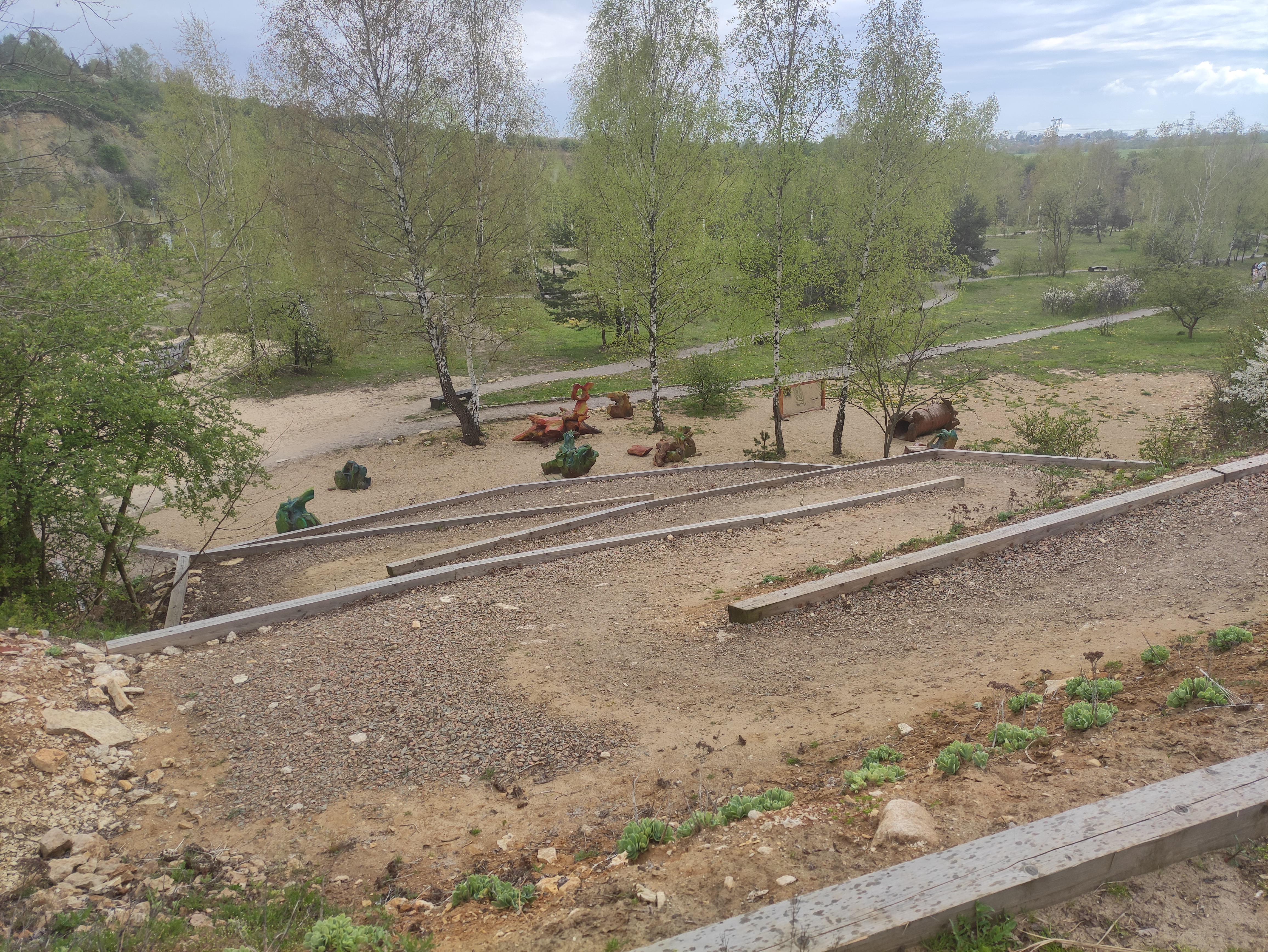
Pohled ze svahů
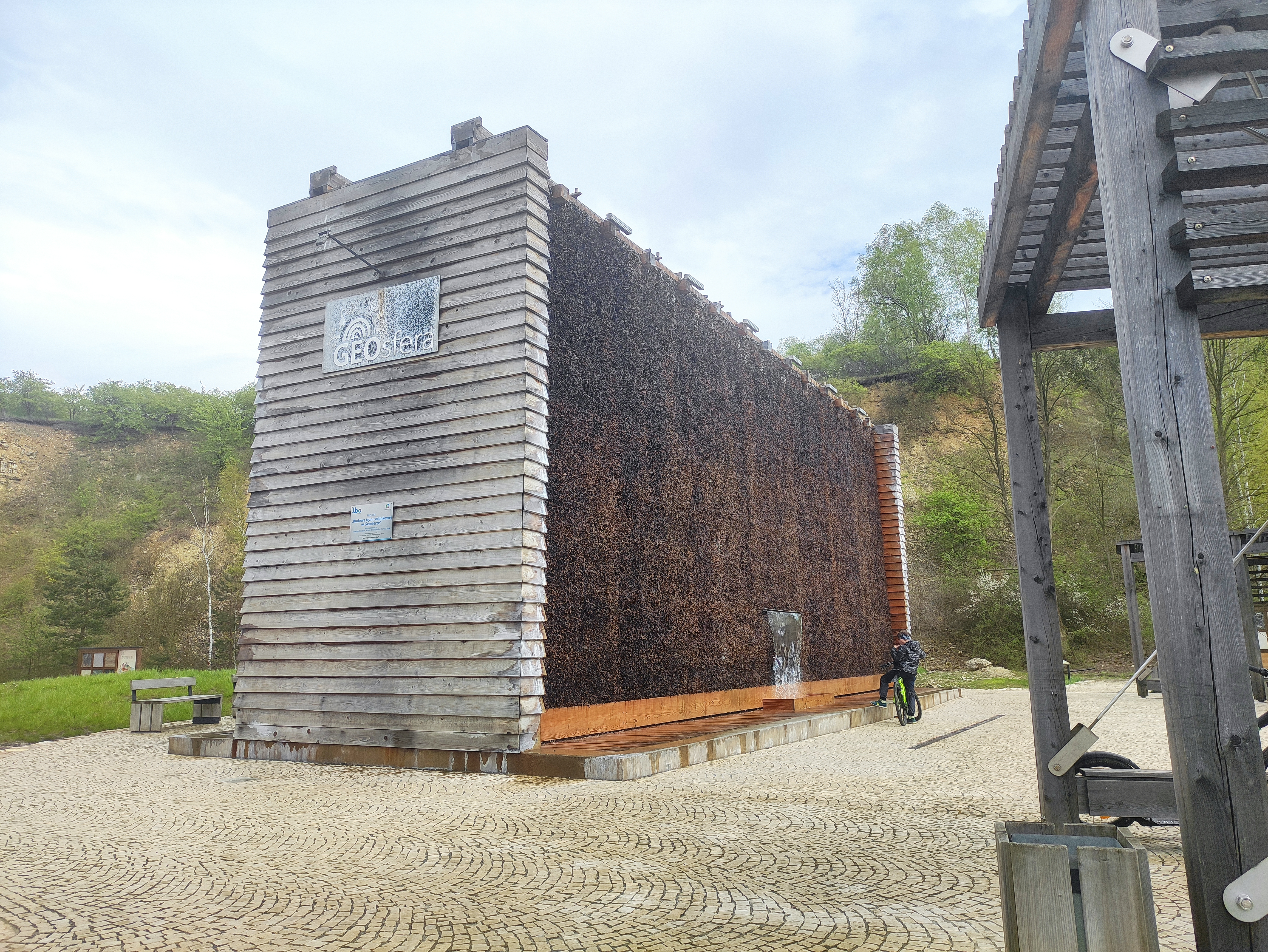
Gradovna
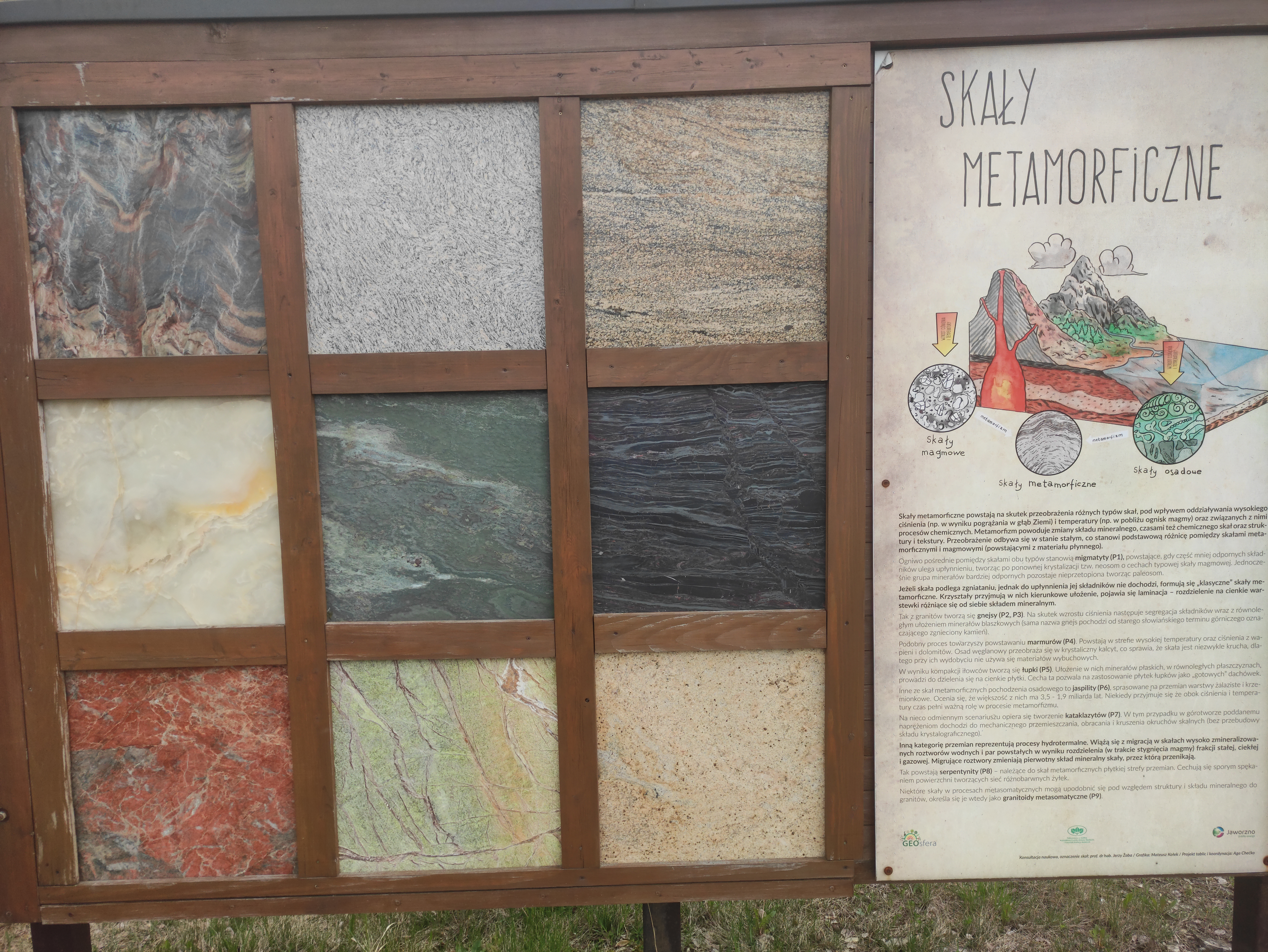
Informační panel
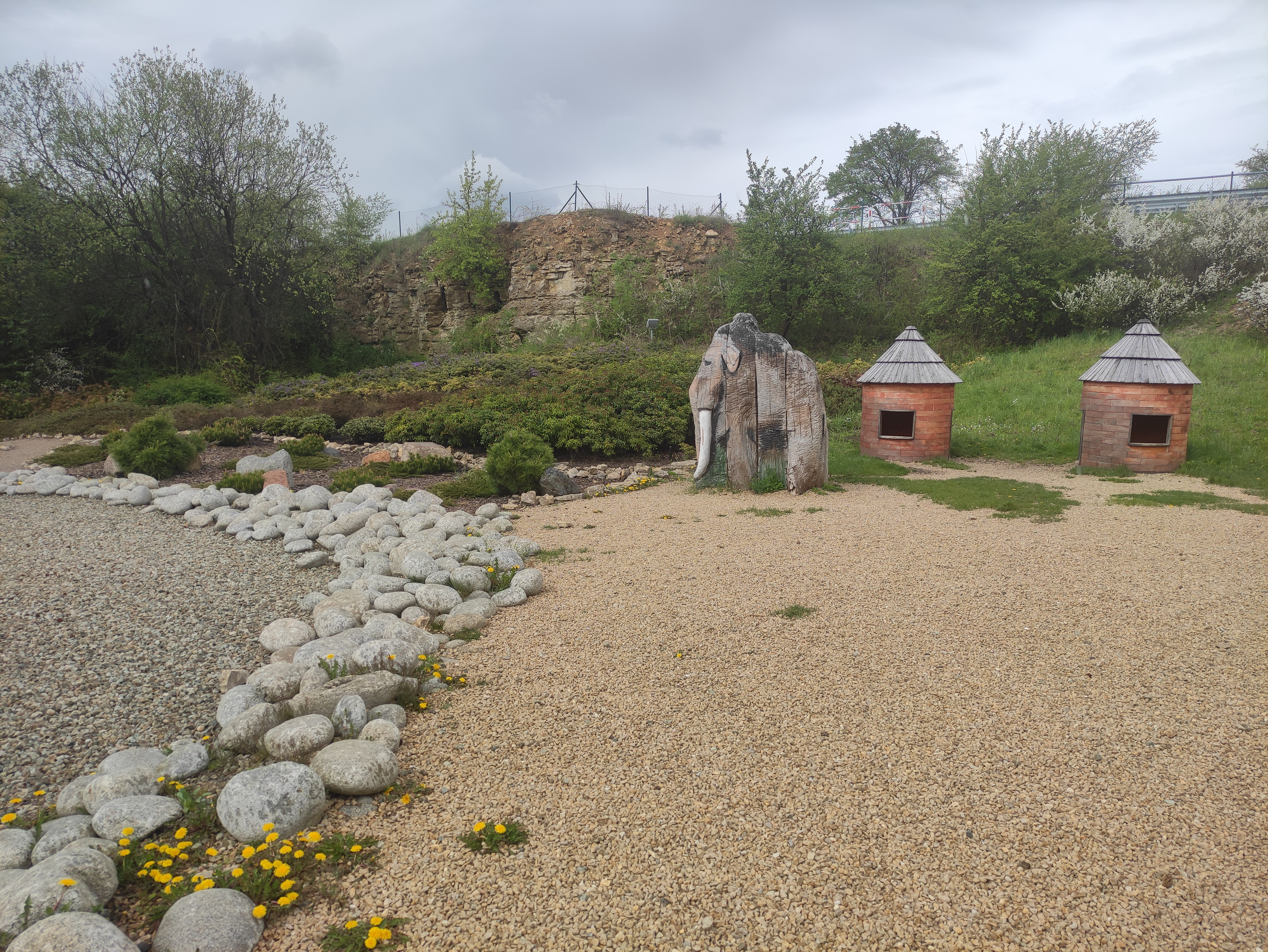
Hřiště pro děti
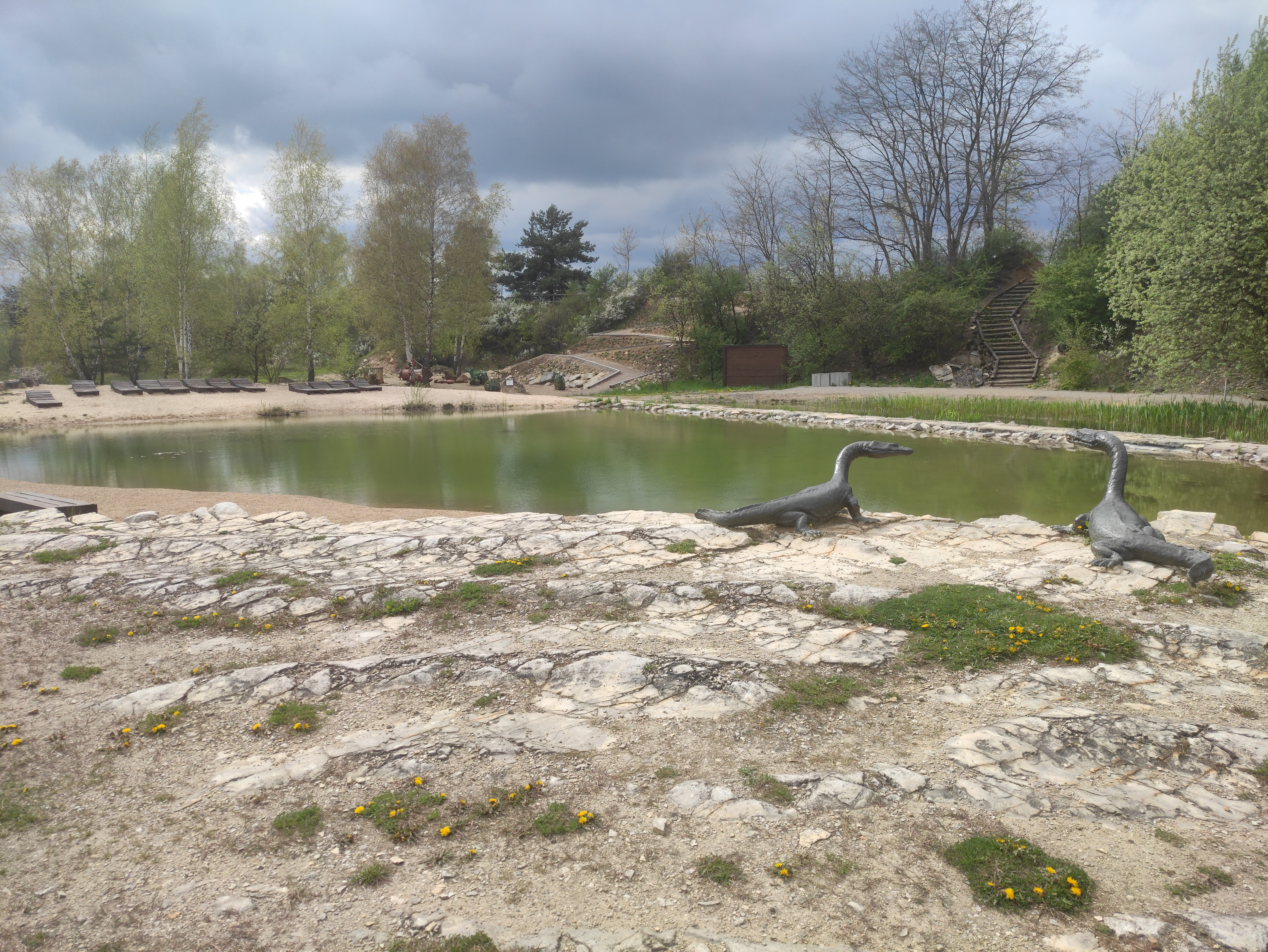
Sochy pravěkých zvířat
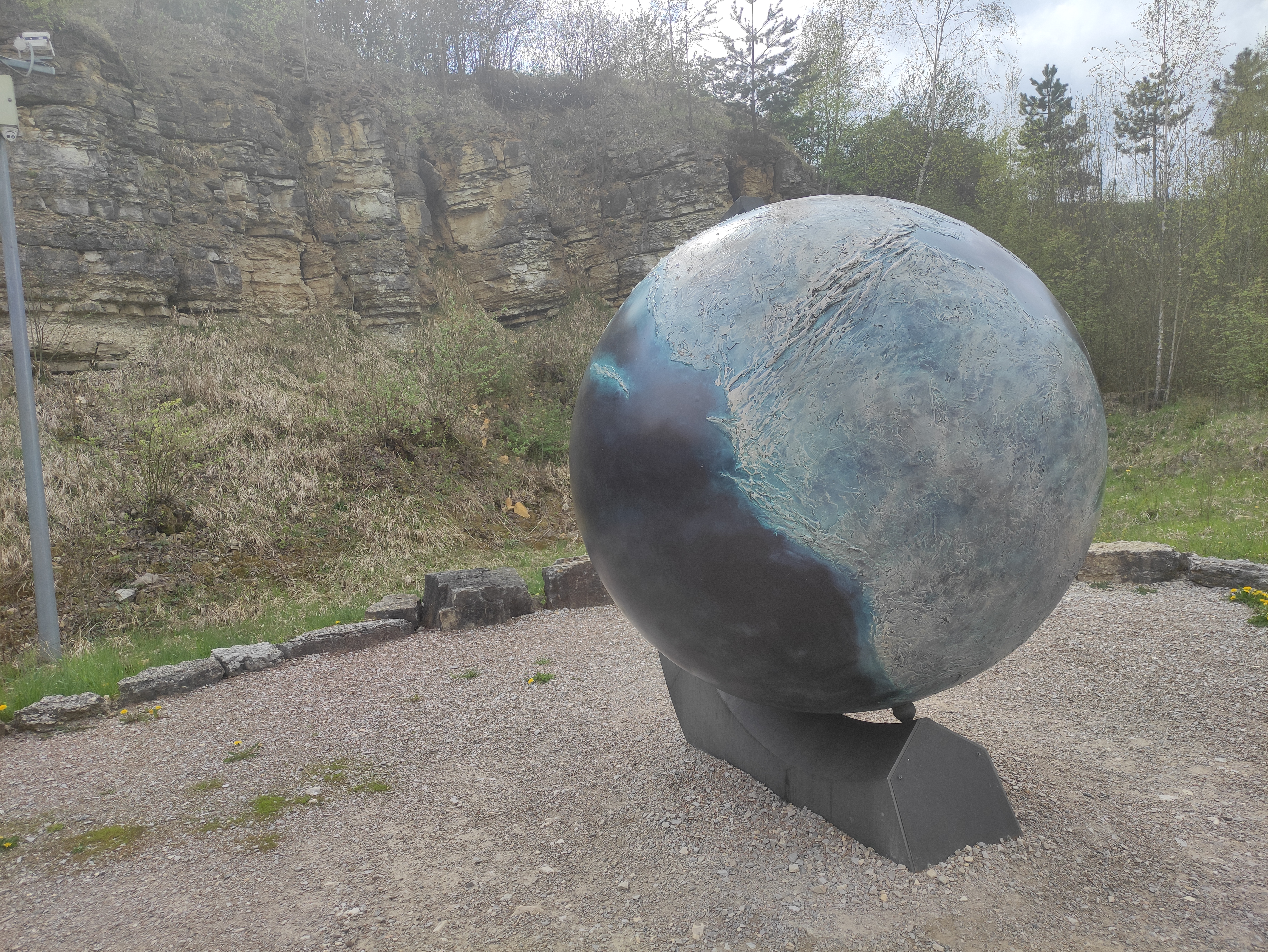
Globus
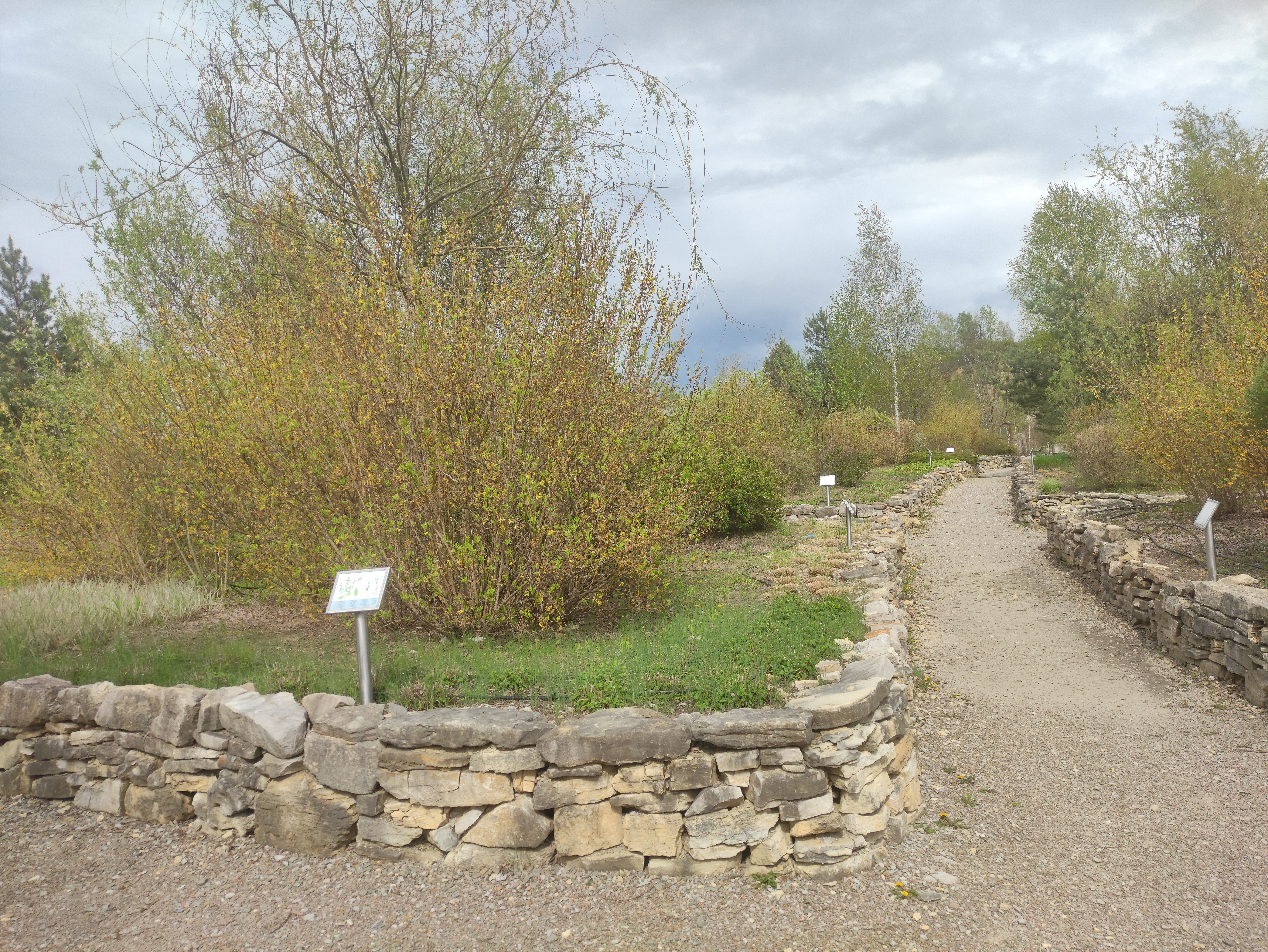